# Мак-Клюр (Огайо)
Мак-Клюр (англ. McClure) — селище (англ. village) в США, в окрузі Генрі штату Огайо. Населення — 700 осіб (2020).

## Географія
Мак-Клюр розташований за координатами 41°22′16″ пн. ш. 83°56′29″ зх. д. / 41.37111° пн. ш. 83.94139° зх. д. (41.370974, -83.941369).  За даними Бюро перепису населення США в 2010 році селище мало площу 1,29 км², уся площа — суходіл.

## Демографія
Згідно з переписом 2010 року, у селищі мешкало 725 осіб у 288 домогосподарствах у складі 196 родин. Густота населення становила 562 особи/км².  Було 319 помешкань (247/км²).
Расовий склад населення:
| - 96,1 % — білих - 0,4 % — азіатів - 0,1 % — корінних американців - 0,1 % — чорних або афроамериканців - 2,2 % — осіб інших рас |

До двох чи більше рас належало 1,0 %. Частка іспаномовних становила 7,3 % від усіх жителів.
За віковим діапазоном населення розподілялося таким чином: 26,5 % — особи молодші 18 років, 62,6 % — особи у віці 18—64 років, 10,9 % — особи у віці 65 років та старші. Медіана віку мешканця становила 37,4 року. На 100 осіб жіночої статі у селищі припадало 100,3 чоловіка;  на 100 жінок у віці від 18 років та старших — 96,0 чоловіків також старших 18 років.
Середній дохід на одне домашнє господарство  становив 43 919 доларів США (медіана — 40 375), а середній дохід на одну сім'ю — 50 916 доларів (медіана — 44 688). Медіана доходів становила 37 045 доларів для чоловіків та 29 853 долари для жінок. За межею бідності перебувало 12,3 % осіб, у тому числі 18,0 % дітей у віці до 18 років та 0,0 % осіб у віці 65 років та старших.
Цивільне працевлаштоване населення становило 266 осіб. Основні галузі зайнятості: виробництво — 28,9 %, освіта, охорона здоров'я та соціальна допомога — 21,1 %, роздрібна торгівля — 12,4 %, науковці, спеціалісти, менеджери — 9,4 %.